# Snorrebot

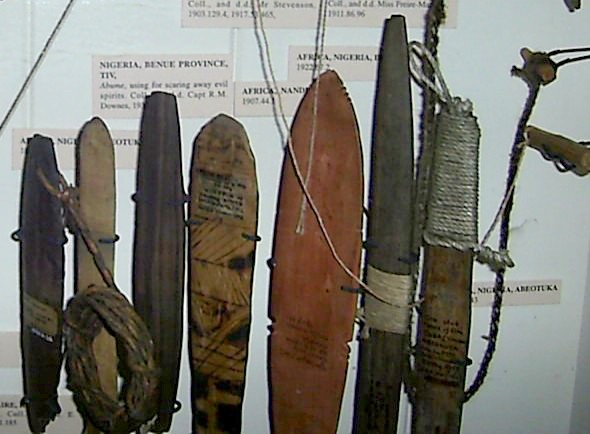
Afrikaanse snorhouten

Een snorrebot, hor, bromhout, snorhout, zoemhout of zoemsteen (ook bekend onder de namen bullroarer, rhombus, turndun of Bora-Bora) is een aerofoon muziekinstrument dat sinds de oudheid al gebruikt wordt. Een snorrebot of snorhout bestaat uit een dun plaatje van hout of bot dat aan een koord rondgeslingerd wordt.
Door luchtwervelingen gaat het plaatje om zijn as tollen waarbij het een zoemend of snorrend geluid voortbrengt. Hiermee is ook de naamgeving verklaard. De toonhoogte varieert met de snelheid waarmee het snorrebot wordt rondgeslingerd. Snorrebotten en snorhouten werden vooral als ritueel instrument ingezet. 
In de film Crocodile Dundee gebruikt Mick Dundee een snorrebot om over grote afstand te communiceren.

## Externe link

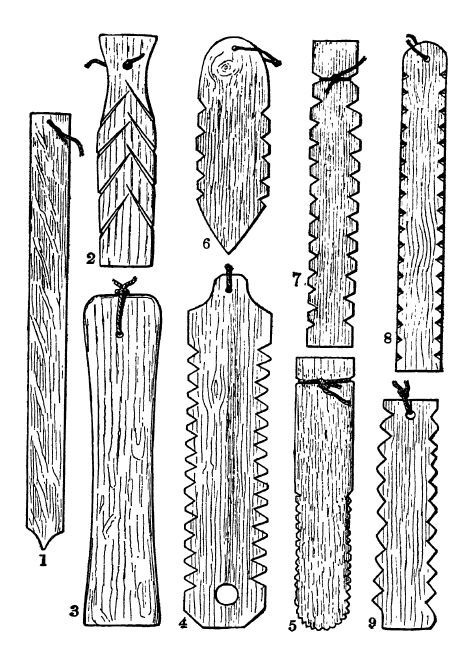
Snorhouten van de Britse eilanden.
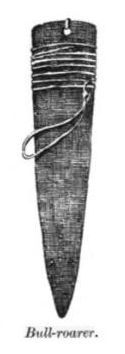
tsín dī'nĭ ("kreunende stok") van de Dineh
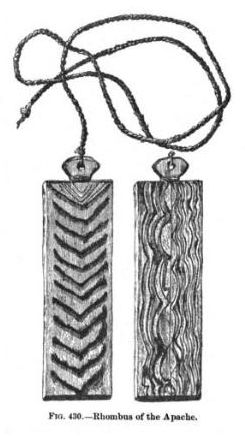
tzi-ditindi ("geluidmakend hout") van de Apache (volk)
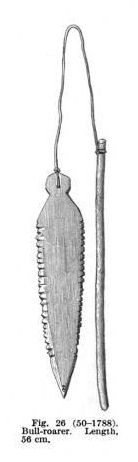
nakaa^{n}ta^{n} ("koudmaken") van de Gros Ventre (uit Montana (staat))